# Стадіон імені Антона Малатинського
«Сіті Арена — Штадіон Антона Малатинського» (словац. City Arena – Štadión Antona Malatinského) — футбольний стадіон у місті Трнава, Словаччина, домашня арена місцевого ФК «Спартак» та збірної Словаччини з футболу.
Стадіон побудований та відкритий 1921 року. У 1998 році присвоєно ім'я словацького футболіста і тренера Антона Малатинського. Протягом 2013—2015 років здійснено комплексну капітальну реконструкцію арени, яка передбачала, окрім капітальної реконструкції стадіону, будівництво прилеглих до нього торгових центрів під назвою «Сіті Арена». Загальний кошторис проекту склав € 79 млн, з яких € 28 млн — вартість реконструкції стадіону. У ході перебудови три з чотирьох старих трибун були цілком знесені. На їх місці споруджено нові трибуни. Оновлено систему освітлення. Під час реконструкції стадіон продовжував приймати домашні матчі «Спартака». Після завершення попередніх робіт було знесено четверту трибуну, яка була цілком перебудована. 
Арена є найпотужнішим стадіоном Словаччини та відповідає вимогам ФІФА і УЄФА. 